# 前橋市立富士見中学校
前橋市立富士見中学校（まえばししりつ ふじみちゅうがっこう）は、群馬県前橋市にある公立中学校。
前橋市内の中学校としては、最北端に位置する。

## 概要
全国中学校駅伝大会で優勝するなど体育に力を入れていた。

## 沿革
- 1947年（昭和22年）
  - 4月29日 - 富士見村立富士見中学校として開校。原小学校校舎13教室を借用し授業開始
  - 6月23日 - 校舎落成（前校舎）原小学校より移転、授業開始
  - 11月25日 - 校舎落成（裏校舎）
- 1949年（昭和28年）5月3日 - 新体育館落成
- 1955年（昭和30年）4月1日 - 石井小箕輪分校は富士見中箕輪分校となる
- 1956年（昭和31年）
  - 2月25日 - 富士見中学校 校歌制定
  - 12月25日 - 特別教室（理科室・調理室・準備室）竣工
- 1957年（昭和32年）11月20日 - 中学校創立10周年記念式典挙行
- 1959年（昭和34年）5月1日 - 赤城山分校開校。白川小赤城山分校と併置
- 1961年（昭和36年）12月24日 - 北校舎東の鉄筋2階建4教室増築、技術室完成
- 1963年（昭和38年）3月4日 - 学校制服制定
- 1964年（昭和39年）5月1日 - 北校舎中央部の鉄筋3階建6教室増築
- 1966年（昭和41年）9月24日 - 北校舎西の鉄筋3階建15教室増築
- 1971年（昭和46年）3月31日 - 箕輪分校閉鎖 本校に合併
- 1974年（昭和49年）5月27日 - 赤城山分校校舎落成（鉄筋2階10教室）
- 1979年（昭和54年）
  - 4月14日 - 現南校舎落成
  - 4月21日 - 赤城山分校新体育館落成
- 1986年（昭和61年）
  - 4月6日 - 新体育館完成
  - 6月27日 - 校庭夜間照明設備完成
  - 8月31日 - 北校舎大規模改修工事完成
- 1987年（昭和62年）
  - 2月5日 - 柔剣道場完成
- 1989年（平成元年）
  - 3月31日 - 中庭の屋外大時計設置
  - 9月3日 - 校庭の国旗掲揚塔設置
- 1991年（平成2年）7月30日テニスコート4面新設
- 1994年（平成5年）
  - 3月15日 - 視聴覚室、コンピュータ室、図書室部分の校舎増築工事完成
  - 3月31日 - 赤城山分校休校
- 2009年（平成21年）
  - 5月5日 ‐ 富士見村は前橋市と合併、富士見村立富士見中学校から前橋市立富士見中学校になる。

## 校区
- 富士見町赤城山[1]
- 富士見町石井
- 富士見町市之木場
- 富士見町漆窪
- 富士見町小沢
- 富士見町小暮
- 富士見町田島
- 富士見町時沢
- 富士見町原之郷
- 富士見町引田
- 富士見町皆沢
- 富士見町山口
- 富士見町横室
- 富士見町米野

## 特色ある教育活動
- 食農教育の充実[2]
  - 地域と連携した米作り、野菜作りを進める。
- 学習室の充実
  - 個に応じた学習・生活支援体制の構築と効果的な指導を目指す。
- 生徒会ボランティア活動
  - 各種収集活動（プルトップ、アルミ缶、募金）の推進
  - 花いっぱい運動